# عزلة الحيقي الأعلى (الضالع)

تعديل مصدري - تعديل

عزلة الحيقي الأعلى هي إحدى عزل مديرية الحشاء في محافظة الضالع اليمنية ويبلغ تعداد سكانها 7990 نسمة حسب التعداد السكاني في اليمن لعام 2004.

## روابط خارجية
- الجهاز المركزي للإحصاء بالجمهورية اليمنية
- المركز الوطني للمعلومات باليمن
- World Gazetteer:Yemen
- الدليل الشامل